# Futbol als Jocs Olímpics d'estiu de 1908
Als Jocs Olímpics de 1908 realitzats a la ciutat de Londres es realitzà una competició de futbol en categoria masculina. El torneig es disputà a les instal·lacions de White City de Londres entre el 19 i el 24 d'octubre d'aquell any.

## Nacions participants
Hi participaren vuit equips en representació de set nacions. França comptà amb la presència de dues seleccions. L'equip britànic va estar format per jugadors amateurs i en iniciar-se el torneig foren desqualificades les seleccions de Bohèmia i Hongria.
- Bohèmia
- Dinamarca
- França (2)
- Hongria
- Països Baixos
- Regne Unit
- Suècia

## Resum de medalles
| Prova          | Or         | Argent    | Bronze        |
| Futbol masculí | Regne Unit | Dinamarca | Països Baixos |

## Medaller
| Posició | País          | Or | Argent | Bronze | Total |
| 1       | Regne Unit    | 1  | 0      | 0      | 1     |
| 2       | Dinamarca     | 0  | 1      | 0      | 1     |
| 3       | Països Baixos | 0  | 0      | 1      | 1     |

## Resultats

### Quarts de final
| Països Baixos | w/o | Hongria |
| ------------- | --- | ------- |
|               |     |         |

| Dinamarca                                                                        | 9–0 | França "B" |
| -------------------------------------------------------------------------------- | --- | ---------- |
| N. Middelboe 10' 49' · Wolfhagen 15' 17' 67' 72' · Bohr 25' 47' · S. Nielsen 78' |     |            |

| França "A" | w/o | Bohèmia |
| ---------- | --- | ------- |
|            |     |         |

| Regne Unit                                                                          | 12–1 | Suècia        |
| ----------------------------------------------------------------------------------- | ---- | ------------- |
| Stapley 15' ??' · Woodward ??' · Berry ??' · Chapman ??' · Purnell ??' · Hawkes ??' |      | Bergström 65' |

### Semifinals
| Regne Unit              | 4–0 | Països Baixos |
| ----------------------- | --- | ------------- |
| Stapley 37' 60' 64' 75' |     |               |

| Dinamarca | 17–1 | França "A"    |
| --- | ---- | ------------- |
| S.Nielsen 3' 4' 6' 39' 46' · 48' 52' 64' 66' 76' · Lindgren 18' 37' · Wolfhagen 60' 72' 82' 89' · N.Middelboe 68' |      | Sartorius 16' |

### Partit de consolació
França renuncià a prendre part en el partit pel tercer lloc després de la seva humiliant derrota a les semifinals contra Dinamarca. Finalment Suècia va prendre el seu relleu.
| Països Baixos              | 2–1 | Suècia |
| -------------------------- | --- | ------ |
| Reeman 6', · Snethlage 58' |     |        |

### Partit Final
| Regne Unit                 | 2–0 | Dinamarca |
| -------------------------- | --- | --------- |
| Chapman 20' · Woodward 46' |     |           |

## Estadístiques

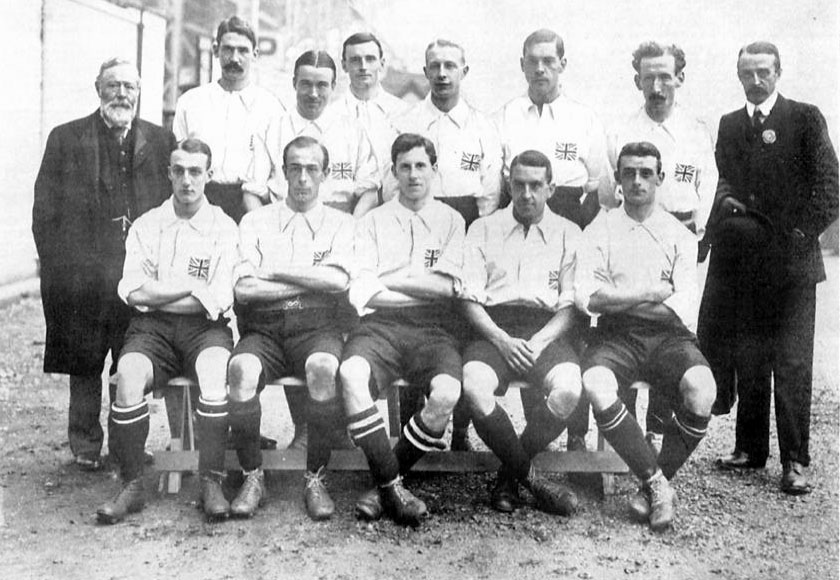
L'equip amateur del Regne Unit

### Golejadors
11 gols
- Sophus Nielsen (Dinamarca)

8 gols
- Vilhelm Wolfhagen (Dinamarca)

6 gols
- Harold Stapley (Regne Unit)

4 gols
- Clyde Purnell (Great Britain)

3 gols
- Nils Middelboe (Dinamarca)
- Vivian Woodward (Regne Unit)

2 gols
- Harald Bohr (Dinamarca)
- August Lindgren (Dinamarca)
- Frederick Chapman (Regne Unit)
- Robert Hawkes (Regne Unit)

1 gol
- Émile Sartorius (França)
- Arthur Berry (Regne Unit)
- Jops Reeman (Països Baixos)
- Edu Snethlage (Països Baixos)
- Gustaf Bergström (Suècia)

### Portes menys golejat

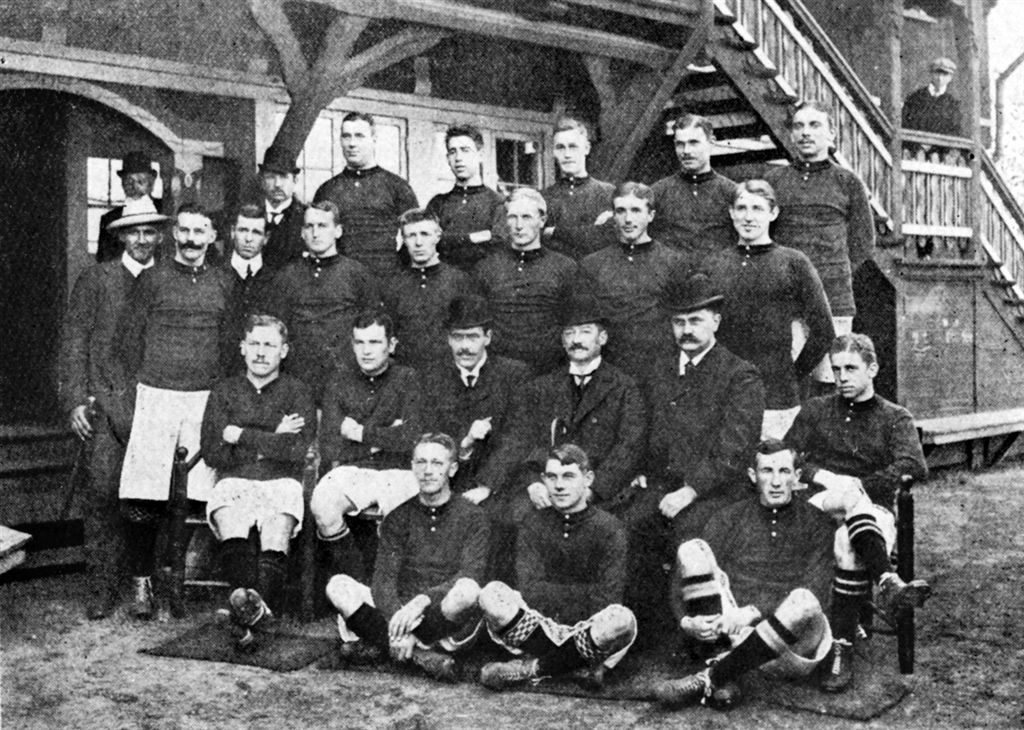
La selecció nacional de Dinamarca

| Posició | Nom                  | Nació         | Gols rebuts | Partits | Mitjana |
| ------- | -------------------- | ------------- | ----------- | ------- | ------- |
| 1       | Horace Bailey        | Regne Unit    | 1           | 3       | 0.33    |
| 2       | Ludvig Drescher      | Dinamarca     | 3           | 3       | 1.00    |
| 3       | Reinier Beeuwkes     | Països Baixos | 4           | 2       | 2.00    |
| 4       | Oskar Bengtsson      | Suècia        | 14          | 2       | 7.00    |
| 5       | Fernand Desrousseaux | França        | 9           | 1       | 9.00    |
| 6       | Maurice Tillette     | França        | 17          | 1       | 17.00   |

## Plantilles
Les plantilles de les diferents seleccions estaven compostes per jugadors amateurs, tal com estipular el reglament de la competició El mateix reglament estipula que cada equip té dret a tenir jugadors suplents, però cal que estiguin inscrits amb data anterior a l'1 de setembre de 1908.
Entre els jugadors seleccionats hi ha el cèlebre matemàtic danès Harald Bohr, conegut pel teorema de Bohr-Mollerup de 1922 o la compactificació de Bohr.
| Dinamarca | França A | França B | Regne Unit | Països Baixos | Suècia |
| Seleccionador : Charlie Williams · Peter Andersen · Harald Bohr · Charles Buchwald · Ludvig Drescher · Johannes Gandil · Harald Hansen · August Lindgren · Kristian Middelboe · Nils Middelboe · Sophus Nielsen · Oskar Nørland · Bjørn Rasmussen · Vilhelm Wolfhagen Magnus Beck · Ødbert Bjarnholt · Knud Hansen · Einar Middelboe | Seleccionador desconegut Georges Albert Georges Bayrou Gaston Cyprès Jean Dubly René Fenouillère André François Charles Renaux Émile Sartorius Louis Schubart Maurice Tilliette Ursule Wibaut O. Desaulty Albert Dubly Julien du Rhéart Gabriel Hanot Marius Royet J. Signoret J. Zimmermman | Seleccionador desconegut Charles Bilot Sadi Dastarac Fernand Desrousseaux Adrien Filez Raoul Gressier Henri Holgard Albert Jenicot Paul Mathaux Pierre Six Joseph Verlet Justin Vialaret Victor Denis René Eucher Étienne Morillon Georges Prouvost Albert Schaff | Seleccionador : Alfred Davis · Horace Bailey · Arthur Berry · Frederick Chapman · Walter Corbett · Harold Hardman · Robert Hawkes · Kenneth Hunt · Herbert Smith · Harold Stapley · Clyde Purnell · Vivian Woodward George Barlow · Albert Bell · Ronald Brebner · W. Crabtree · Walter Daffern · Thomas Porter · Albert Scothern | Seleccionador : Edgar Chadwick · Reinier Beeuwkes · Frans de Bruijn Kops · Karel Heijting · Jan Kok · Bok de Korver · Emil Mundt · Lou Otten · Jops Reeman · Edu Snethlage · Ed Sol · Jan Thomée · Caius Welcker Jan van den Berg · Lo La Chapelle · Vic Gonsalves · John Heijning · Toine van Renterghem | Seleccionador : Ludvig Kornerup · Sune Almkvist · Nils Andersson · Karl Ansén · Oskar Bengtsson · Gustaf Bergström · Arvid Fagrell · Åke Fjästad · Karl Gustafsson · Valter Lidén · Hans Lindman · Theodor Malm · Sven Ohlsson · Olof Ohlsson · Sven Olsson Erik Bergström · Thor Ericsson |

- Notes

1. ↑  Els jugadors anotats dins la segona secció de cada equip són els jugadors que es van desplaçar a Londres però no van arribar a jugar cap partit.
2. ↑  Tots els jugadors de l'equip britànic eren anglesos.
3. ↑  Kornerup és habitualment designat com a seleccionador nacional, però el llibre suec 100 år: Svenska fotbollförbundets jubileumsbok 1904-2004, del 2: statistiken. dona el nom d'Anton Johanson.